# Октилгаллат
Октилгаллат (E-311) — пищевая добавка, синтетический антиоксидант. Эфир октанола и галловой кислоты. Может использоваться как антиоксидант и консервант.

## Описание
Не рекомендуется для употребления детьми. 
Используется в качестве синтетического антиоксиданта в жирных продуктах питания и напитках (особенно для предотвращения прогорклости в масле), а также в косметике.
E-311 распадается на галловую кислоту и октанол в кишечнике. Галловая кислота вызывает раздражения кожи (экзема), а также гиперактивность и раздражение слизистой желудка в высоких концентрациях (то есть при употреблении возможны аллергические реакции, раздражение желудка).
Разрешен для применения в качестве пищевой добавки или для производства продуктов питания на территории Российской Федерации.